# Kommandierender General

Legerkorps in de Bundeswehr, en de commandovlag van de KG.

Kommandierender General (KG) (Nederlands: commanderend-generaal of bevelvoerend-generaal) is een functie in het leger (Heer) of luchtmacht (Luftwaffe). Hij voerde een legerkorps aan, en had de militaire rang van een Generalleutnant. In Zwitserland is het ongeveer gelijkwaardige benaming van een korpscommandant.

## Kommandierender General der Bundeswehr
Tijdens de Koude Oorlog hadden de commanderend-generaals in de Bundeswehr een vergelijkbare functie. Alle formaties boven de (drie) Duitse korps werden door NAVO-generaals geleid. Deze korpsen konden weliswaar geheel Duits zijn, maar zijn in eerste lijns ondergeschikt aan de eerst volgende hogere commandostructuur.

## Duitse Rijk

Een legerkorps van de Wehrmacht, hier de commandovlag van een KG.

Tot de Eerste Wereldoorlog tijdens de interbellum waren de militaire formaties boven het korps (leger, legergroep) niet bekend waren en het korps rechtstreeks geleid werd door de militaire commandant, genoten de KG's een zekere vooraanstaande functie in het militaire en statelijke structuur. De KG's hadden ook audiëntierecht bij de Duits keizer, niet in de laatste plaats om als ambassadeur van het leger sociaal te kunnen lobbyen. De bevelvoerend-generaal hadden de rang van een generaal der Infanterie ofwel generaal der Cavalerie, generaal der Artillerie.

## In andere landen
In de United States Armed Forces worden generaals, die een grootverband of commando aanvoeren, worden Commanding General genoemd. In de British Army is de overeenkomstige naam General Officer Commanding, bij hogere commando behorende onderdelen vanaf het leger General Officer Commanding-in-Chief. De dienstpostaanduiding daarvan is onafhankelijk en luid opperbevelhebber, bevelhebber commanderend-generaal of commandant.
In de Franse strijdkrachten was er en is geen vergelijkbare term voor zo'n functie. Bij wijze van vergelijking „Chef de corps“ is de algemene benaming voor de commandant van een willekeurige troepenverband.

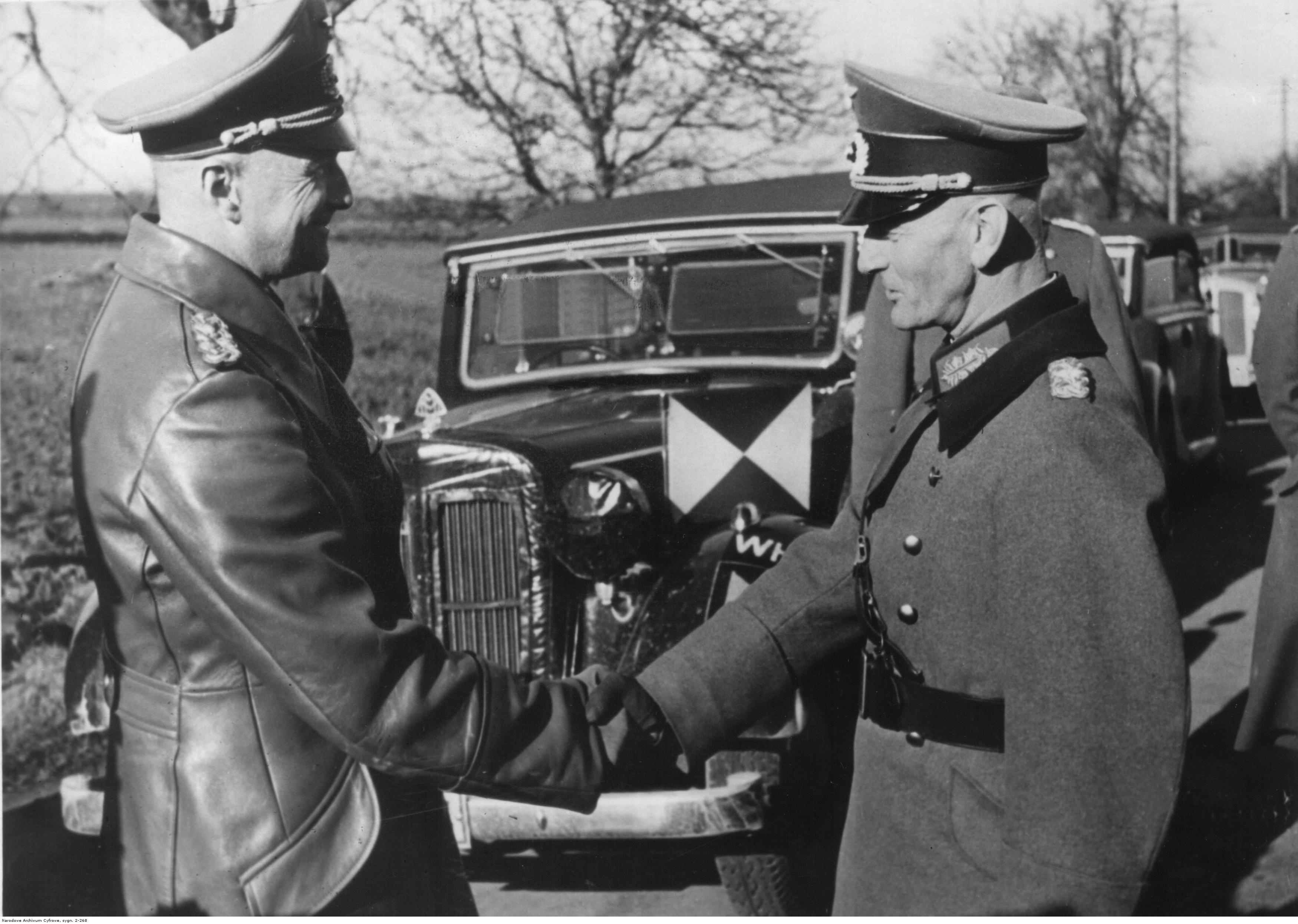
De commandovlag van een Kommandierender General zichtbaar op de achtergrond.